# 1884

## أحداث
- تأسيس مدينة بورتو ديسادو [الإنجليزية] وتقع حاليا في الأرجنتين.
- تأسيس مدينة هيرويكا نوغاليس [الإنجليزية] وتقع حاليا في المكسيك.
- تأسيس مدينة ريف دارو [الإنجليزية] وتقع حاليا في بابوا غينيا الجديدة.
- تأسيس مدينة ماري وتقع حاليا في تركمانستان.
- تأسيس مدينة كانانغا وتقع حاليا في جمهورية الكونغو الديمقراطية.
- معركة البثنة معركة دارت بين قبيلة الشحوح والقواسم
- تأسيس مدينة خولنا وتقع حاليا في بنغلاديش.
- تأسيس مدينة مدينة الداخلة وتقع حاليا في المغرب.
- 25 فبراير: معركة أم العصافير بين عبد الله آل سعود ومحمد بن رشيد.
- 24 أبريل: تأسيس مدينة تريس آرويوس وتقع حاليا في الأرجنتين.
- 26 أبريل: تأسيس مدينة فينادو تيورتو وتقع حاليا في الأرجنتين.
- 12 أكتوبر: تأسيس مدينة أوشوايا وتقع حاليا في الأرجنتين.
- 13 مارس: بدء حصار الخرطوم والذي استمر إلى 26 يناير 1885.
- نهاية حرب المحيط الهادئ في 4 أبريل 1884 والتي بدأت في 5 أبريل 1879.
- بداية الحرب الصينية الفرنسية في 1 أغسطس 1884 والتي انتهت في 1 أبريل 1885.
- آخر حرق لبرج الرافعة الصفراء في ووهان.

قيام مؤتمر برلين الثاني (1884-1885) الدي تم من خلاله تقسيم الدول الأفريقية.

## مواليد
- ميشال أبيكاريوس
- آدا فون فوس
- آنتون دريكسلر
- أبراهام تسفي إيديلسون
- أحمد عارف الزين
- أمين تقي الدين
- أمين زكي سليمان
- أوتو مايرهوف
- أوسكار لوركه
- إبراهيم رمزي
- إدوار دلادييه
- إليانور روزفلت
- إيسوروكو ياماموتو
- برونسيلاف مالينوفسكي
- بشير السعداوي
- بول فوستر كيس
- بيتر ديباي
- بيلا لوغوسي
- بييرو جاهير
- تانزان إيشيباشي
- توبياس دانتزغ
- تيودور سفيدبيرغ
- ثيودور هيوس
- جورج سارتون
- خالدة أديب
- روبرت تايلور جونز
- رودولف بولتمان
- سيد سليمان الندوي
- عصمت إينونو
- علي بن حمود
- غاستون باشلار
- فرانز هالدر
- فريدريش بيرغيوس
- فوميو غوتو
- فينسنت أوريول
- كلود أوكنلك
- ليسلي نايتون
- ليون شليسنجر
- ماكس برود
- هاري ترومان
- هيديكي توجو
- ياسين الهاشمي
- يتسحاق بن تصفي
- يوسف العظمة
- مصطفى أمين الأعظمي - أديب وسياسي بغدادي من العراق.
- 12 ديسمبر - زينايدا سيريبرياكوفا، رسامة روسية.
- 3 يناير - عمر راسم، رسام وخطاط وصحفي جزائري.

## وفيات
- إيمانويل جايبل
- ادريان لودوغ ريتشر
- بدريش سميتنا
- درويش نعمان الذكائي
- غريغور يوهان مندل
- كارلو غوارماني
- هنري بوين انتوني
- ويليام ووفورد
- يوهان جوستاف دريزن
- توماس رايت، إحاثي اسكتلندي.
- محمد بن عبد القادر الميقاتي